# Superjudge
Superjudge es un álbum de la banda estadounidense de rock Monster Magnet, lanzado al mercado el 6 de abril de 1993. Es el segundo álbum oficial de larga duración ( (Tab es un EP) y su primer álbum con el sello discográfico A&M Records. Vendió pocas copias, en parte debido a que salió a la venta en el momento más álgido del grunge. El álbum contiene una versión de la canción de Willie Dixon "Evil", y otra de la canción "Brainstorm" de Hawkwind "Brainstorm" proveniente de su álbum de 1972, Doremi Fasol Latido. Es el primer álbum de Monster Magnet con el guitarrista Ed Mundell.
"Twin Earth" y "Face Down" se acompañaron de sus respectivos videoclips.

## Lista de canciones
- Todas las canciones compuestas por Dave Wyndorf, excepto donde se indique lo contrario.

1. "Cyclops Revolution" – 5:43
2. "Twin Earth" – 3:55
3. "Superjudge" – 6:49
4. "Cage Around the Sun" – 4:55
5. "Elephant Bell" – 3:59
6. "Dinosaur Vacume" – 6:02
7. "Evil" (Dixon) – 3:14
8. "Stadium" – 3:41
9. "Face Down" – 4:11
10. "Brainstorm" (Turner) – 8:04
11. "Black Balloon" – 3:05

### Pistas adicionales (versión de importación)
1. "Nod Scene" [directo] – 6:26
2. "Snake Dance" [directo] – 3:33
3. "Medicine" [directo] – 4:24

## Personal
- Dave Wyndorf - guitarra, voz, productor
- Joe Calandra - bajo
- Ed Mundell - guitarra
- Jon Kleiman - batería
- Tim Cronin - batería